# Talentmania
Talentmania è un reality show ceco-slovacco, trasmesso per la prima volta il 29 agosto 2010. È stato trasmesso dalle stazioni televisive Nova (Cechia) e Markíza (Slovacchia). La competizione di Talentmanie è la Repubblica Ceco Slovacca ha talento. Markíza TV ha originariamente trasmesso la versione nazionale di Slovacchia ha talento, ma non ha esercitato l'opzione in tempo, e quindi ha trasmesso lo spettacolo Talentmania in risposta allo spettacolo concorrente Repubblica Ceco Slovacca ha talento. Composizione della giuria: la presentatrice slovacca Adela Banášová, il cantante di musica popolare Paľo Habera, il regista ceco Zdeněk Troška e il duo Richard Genzer e Michal Suchánek.
"L'anno scorso abbiamo fatto impazzire entrambi i paesi con un progetto musicale congiunto di Nova e Marquis. I cechi e gli slovacchi hanno scelto la loro stella tra i dodici giovani promettenti cantanti finalisti. Vogliamo dare seguito all'autunno eccezionale dello scorso anno e portare ai telespettatori cechi e slovacchi un altro grande spettacolo, dal quale emergerà un meritato vincitore", ha affermato Petr Dvořák, vicepresidente CME per le trasmissioni televisive e dirigente di TV Nova.

## Giuria
- Adela Banášová
- Alena Šeredová
- Pavol Habera
- Zdeněk Troška
- Michal Suchánek
- Richard Genzer

## Superfinalisti
- Milan Sulej
- Hybrid's Crew
- Patricia Janečková
- Čarovné ostrohy
- Matúš Pišný
- Dominika Puterová
- Jiří Berousek
- Alena Smolíková e la cagnetta Keisi
- Duo Ogor
- Duo Tonda a Petr

## Vincitori
La vincitrice del 5 dicembre 2010 è stata la giovane cantante lirica Patricia Janečková, che all'epoca del concorso aveva 12 anni.
Al secondo posto è stata presa Alena Smolíková con la cagnetta Keysi, che con il suo cane Jerry ha vinto il 2º posto nel 4º posto di Repubblica Ceco Slovacca ha talento. L'acrobatico Duo Ogor ha conquistato il terzo posto.